# Château d'Ashtown
Le château d'Ashtown (irlandais : Caisleán Bhaile an Ásaigh) est une maison-tour située dans le parc Phoenix à Dublin, en Irlande.

## Histoire
Il a été retrouvé caché dans les murs d'un bâtiment géorgien beaucoup plus grand et plus récent, la Under Secretary's Lodge également connue sous le nom d'Ashtown Lodge, qui était utilisé par le Nonce apostolique jusqu'en 1978. À cette époque, le Lodge est jugé structurellement irréparable en raison de la pourriture sèche. Cependant, alors que le bâtiment est en cours de démolition, le château d'Ashtown est découvert. Il a maintenant été restauré et fait partie du centre d'accueil des visiteurs du parc Phoenix.
On pense qu'il date à l'origine des années 1430 car il est construit selon des dimensions conformes à une politique gouvernementale de l'époque qui offre 10 £ à ceux qui construisent un château pour leur propre sécurité. Le château est plus tard intégré à la construction d'Ashtown Lodge qui sert de résidence officielle du sous-secrétaire à partir de 1782.